# Хидроелектрана Завој
Хидроелектрана Завој је систем од једне бранске хидроелектране. Ова хидроелектрана припада Хидроелектрани Пирот.

## Завојска катастрофа и идеје о ХЕ
Постојала је идеја да се Пирот обезбеди струјом трајно те се дошло на идеју да се направи акумулација на реци Височици у селу Паклештица 1955. године. Била је у плану, према том пројекту, изградња бране код села Паклештица и тунелно спровођење воде из акумулације до хале у селу Бериловац. Међутим, тај пројекат никад није реализован због Завојске катастрофе која се десила 1963. године у селу Завој.
Завојска катастрофа је догађај у селу Завој који се десио 25. фебруара 1963. године. Клизање брда у долину и преграђивање реке Височице је довело до тога да се деси потоп села Завој. Река је преплавила свих 160 кућа у селу. Висина клизишта тј. природне бране је била око 30 метара а у језеру је акумулирано око 20 милиона кубика воде.
Вршила се мобилизација становништа и војске како би се прокопао одводни канал. Канал је прокопан у рекордном року чиме је притисак на брану смањен а вишак воде је отицао старим коритом Височице.
Потпуно испуштање воде из језера се десило годину и по дана касније, 11. децембра 1964. године и трајало је две недеље.
Тада се предлагало шта даље са селом и са акумулацијом а најбољи предлог је био да се искористи природна брана и да се на њу надогради вештачка како би се достигла висина од 70 метара. По овој замисли рад на брани би почео 1969. године а ХЕ Завој би почела са радом три године касније. Стручна јавност се углавном усагласила са изградњом бране међутим, било је полемике око изградње машинске хале и осталих пратећих објеката. Прва идеја је била да се она изгради код села Сопот, код њене железничке станице при чему би се вода из акумулације доводила тунелом дужине од 10 км и са природним падом од 228 метара. Након енергетске искоришћености воде, вода је требало да се користи за наводњавање земљишта у долини Нишаве. Други део стручњака се није сложио са овиме и они су хтели да се машинска хала изгради у селу Градашница како би се повећао водени ток Градашничке реке чиме би се обезбедило снабдевање Пирота пијаћом водом. Ни после десет фодина од катастрофе, по питању градске акумулације и хидроелектране скоро да се није уопште одмакло од нивоа јавне расправе и неколико пројектних предлога.
Тек је у току 1974. године дошло до предлога да се код села Паклештица изгради брана и акумулација која би потопила поменуто село и која би се простирала све до села Рсовци. По замисли стручњака, акумулација би се градила касније и имала би статус помоћног језера а само постројење електране би се градило у селу Бериловац као што је било предвиђено првим пројектом из педесетих година. Овај пројекат под називом ХЕ Завој-Пирот је требало да се заврши до 1980. године
1975. године се дошло до некаквог решења а то је комбинација две постојеће идеје: стварање акумулације Завој и тунела до села Бериловац где је требало да буду смештени хала и остали објекти. На тај начин су одбачене варијанте формирања акумулације код села Паклештица као и градња машинске хале у атару села Сопот. Следеће године су изнети јавности предлози и идеје о градњи ХЕ Завоја. Смага будуће електране како је истакнуто, требало је да буде 70 MW  са просечном производњом од 114 милиона KWh електричне струје. Друга половина седамдесетих година је донела сагласност по питању изградње ХЕ Завој те је дефинитивно уобличен и разрађен од стране стручњака Енергопројекта.
Камен темељац за изградњу је стављен 8. септембра 1977. године на дан ослобођења Пирота.

## Предузеће ХЕ Завој
Правно конституисање предузећа је завршено 2. јуна 1978. године а први директор је био Звонимир Милосављевић.
Први корак ка узградњи ХЕ је била изградња пута до села Бериловац као и изградња трафостаница и далековода.
По замисли стручњака, требало је да се тунел до Бериловца пробије до око 300 метара до 1980. године али је то тек остварено 1981. године и то са тек нешто више од 500 метара. Радови на изградњи тунела су ишли доста споро па је одлучено да се тунел пробија са обе стране. Предузеће Хидротехника које је градило брану и пратеће објекте почело је да ради и на пробијању тунела са завојске стране а предузеће Енергопројект је ушло у пробијање тунела са пиротске стране.
Са тек нешто интензивнијим радовима се кренуло 1983. године када су се показали и обриси водостана који је имао задатак да заустави и амортизује хидрауличне ударе у тунелу који се јављају у тренутку затварања цевовода или приликом наглог повећања протока воде. Исте године се почело и са градњом хале у Бериловцу, кренули су опсежнији радови на брани и привођени су крају радови на пробијању опточног тунела у дужини од 920 метара који је имао задатак да спроводи ток реке Височоце док трају радови на брани.
Фундирање бране је отпочело 4. јула 1983. године. Коначни ископ темеља бране је завршен 20. септембра исте године после чега се бетонирало корита дна.

## Радови у току 1984 - 1987
Са допремом машине за копање тунела - кртице, радови су текли још брже. Први пробијени метри тунела пали су тек на пролеће 1985. године.
Највећи проблем у овом периоду је било исељавање становништва из села Велика Лукања и Мала Лукања. Први предлог је био да се мештанима изгради ново насеље у месту званом Лазиње, између ова два села, на око 100 метара изнад нивоа будућег језера и на његовој десној обали. Од скоро осамдесет домаћинстава, само је четрнаест пристало да потпише поравнање и градњу новог насеља. Млађе становништво је пак хтело да се пресело у Пирот а старији су хтели да остану у Високу.
Није само исељавање становништва био проблем већ је био проблем и финансирање пројекта. Трошкови су због пада вредности домаће валуте драстично порасли у 1986. години те је ова инвестиција означена као инвестиција са високим степеном прекорачења трошкова у износу од тадашњих 17 милијарди динара.

## Радови током 1988. и 1989.
У овом периоду је и даље био проблем градње новог насеља за становнике села Велика Лукања и Мала Лукања. Први предлог за градњу насеља је било место Гувниште у атару села Велика Лукања али на супротној страни према селу Гостуша.  Марта месеца 1988. је донета коначна одлука да се насеље Нова Лукања гради у месту Рудина. Само су четири породице желеле ново насеље па су се и уселили у нове стамбене објекте до краја 1988. године.  Остали су потписали поравнања и решили стамбено питање у сопственој режији. 
1988. године је градња улазила у финалну фазу. Следеће године је затварањем опточног тунела почело пуњење акумулације Завојског језера. Ипак су радови на цевоводу трајали дуже него што је то било планирано те су прве количине воде из језера кроз тунел потекле 1990. године. 
Хидроелектрана Завој је пуштена у рад 8. септембра 1990. године. 